# Akra Leuké
Akra Leuké, Leuké Akra o Akra Leuka (en griego Ἂκρα Λευκῆ, «Akra Leukḗ» o Λευκῆ Ἂκρα, «Leukḗ Akra») es el nombre de una base militar fundada por Amílcar Barca el 231 a. C. y que se ha identificado, aunque no irrefutablemente, con la ciudad iberorromana de Lucentum.

## Toponimia
El término Akra Leukḗ significa «el promontorio blanco» y se lo darían los griegos por su ubicación. Se desconoce el nombre púnico del lugar. Debe de ser el mismo establecimiento militar que los textos romanos llaman «Castrum Album», con el mismo significado.

## Ubicación
Los estudios de Enrique Llobregat descartaron en su momento la identificación de Akra Leuké con Lucentum, ya que esta ciudad presentaba materiales arqueológicos anteriores a la segunda mitad del siglo III a. C. Sin embargo, los nuevos trabajos realizados en los establecimientos del Tosal de Manises y del Cerro de las Balsas, al otro lado de la Albufereta, han precisado que al menos la parte baja del primero es muy probablemente de fundación púnica, y que el asentamiento ibérico antiguo parece encontrarse en el segundo. No existen, sin embargo, argumentos para postular la identificación de Akra Leuké con la posterior Lucentum.